# Oxira ochreavirgata
Oxira ochreavirgata är en fjärilsart som beskrevs av Tutt 1892. Oxira ochreavirgata ingår i släktet Oxira och familjen nattflyn. Inga underarter finns listade i Catalogue of Life.